# Olduvai

Bild som visar områdets karaktär 2011.

Olduvai eller Olduvaiklyftan är en cirka 48 kilometer lång och 90 meter djup ravin i det Östafrikanska gravsänkesystemet inom naturskyddsområdet Ngorongoro i norra Tanzania, känd som paleoantropologisk fyndort för förhistoriska människoarter.
Depositionslagren i klyftan täcker ett tidsspann mellan 15 000 och 2,1 miljoner år sedan. Fler än 60 Homininifossiler har utgrävts ur klyftans olika lager, vilket enligt Encyclopædia Britannica utgör den längsta sammanhängande fyndserien av mänsklig utveckling och framväxandet av stenverktyg under de senaste 2 miljoner åren. Platsen har också fått ge namn åt en typ av stenverktyg, Oldowan, som användes av framför allt Homo erectus. Denna typ av fynd har även gjorts i Europa och stenverktygen räknas därför ibland till Abbevillienkulturen i Europa.[källa behövs]

## Historik
Olduvaiklyftans fossiler upptäcktes 1911 av den tyska paleontologen Wilhelm Kattwinkel. 1959 upptäckte den brittiska paleoantropologen Mary Leakey den första människoförfadersfossilen i klyftan: Paranthropus boisei (även kallad Australopithecus boisei).